# 楊浩然 (議員)
楊浩然（？—），現職律師，前任香港中西區區議會副主席兼寶翠選區議員，香港泛民主派人士，中西區民主力量成員。

## 背景

##### 曾任職位
- 區議會副主席
- 政制及保安事務委員會主席
- 文化、教育、醫療、康樂及社會事務委員會委員
- 地區工程及設施管理委員會委員
- 樓宇管理、環境衞生及工務委員會委員
- 交通及運輸委員會委員，財務委員會委員
- 檢討中西區區議會會議常規工作小組(非常設)主席
- 中西區撲滅罪行委員會委員
- 民政事務總署半山區委員會委員

- 上訴審裁團(建築物)成員
- 法援申請程序及監察外判制度興趣小組成員
- 法律援助範圍興趣小組成員

## 從政
1999年區議會選舉，東區人口增多下增加兩席，編號改為C37，自由黨林翠蓮以過半數的1,674票勝過民主黨楊浩然的806票及民建聯黎鴻光的638票連任。
2003年區議會選舉，尋求連任的黃哲民遇上民主黨改派上屆曾參選東區曉翠選區的楊浩然出選，而林其盛則以獨立民主派身份參選，楊身兼中西區民主力量成員，與其他民主派候選人合作，集中支持者票源，最終楊浩然以1937票擊敗黃哲民，為民主派重奪該區議席。2007年區議會選舉楊浩然再度參選，對手則是民建聯成員王宏康及獨立人士方少華，最終楊以2,135票成功連任。
2011年區議會選舉，基於寶翠區以中高收入人士居住為主，建制派改派於區內居住的福建籍商人林懷榮參選，楊浩然則爭取連任，同時有人民力量黃家樂以「票債票償」名義參選，以狙擊民主黨2010年就2012政改支持政府改良源自民主黨超級區議會方案的決定。在黃家樂得到立場接近泛民主派的201票之下，林懷榮最終以33票之差擊敗1935票的楊，而由於堅尼地城至石塘咀其他民主派候選人一一落敗，建制派消除民主派堅尼地城至石塘咀一帶勢力。
2015年區議會選舉中，由於今屆區議會取消委任議員制度，連續兩屆獲委任並出任中西區區議會主席的葉永成，得到時任議員林懷榮讓路，轉戰本區議席。而民主黨楊浩然繼續參選，圖謀東山再起，最終葉以69票之差險勝楊，轉戰直選成功，成功為建制派守住議席。
2019年區議會選舉中，楊再度挑戰葉，有自稱支持「反送中」的馮敬彥加入戰團，但馮被揭發曾出席中聯辦活動，被質疑是「鎅票」。最後楊浩然以4,002票擊敗競逐連任的葉永成和馮敬彥，成功重返議會及時隔八年再次當選寶翠區議員。2020年1月2日，楊浩然於無競爭對手下自動當選為中西區區議會副主席。
2022年2月5日，楊浩然退出民主黨，他向黨內群組發聲明，稱因為私人理由，需要離開。他在聲明中表示，加入民主黨22年，有幸與各位同行，並稱「日後有緣相會，各位珍重！」。

### 歷屆選舉結果，
| 政党   | 政党             | 候选人    | 票数  | %     | ±      |
| ------ | ---------------- | --------- | ----- | ----- | ------ |
|        | 民主黨           | 1. 楊浩然 | 4,002 | 52.66 | ▲ 3.39 |
|        | 無黨派           | 2. 馮敬彥 | 76    | 1.00  | 不適用 |
|        | 香港島各界聯合會 | 3. 葉永成 | 3,521 | 46.34 | ▼ 4.39 |
| 多数票 | 多数票           | 多数票    | 481   | 6.32  | ▲ 4.87 |

| 政党   | 政党             | 候选人    | 票数  | %     | ±      |
| ------ | ---------------- | --------- | ----- | ----- | ------ |
|        | 香港島各界聯合會 | 1. 葉永成 | 2,397 | 50.73 | 不適用 |
|        | 民主黨           | 2. 楊浩然 | 2,328 | 49.27 | ▲2.12‬  |
| 多数票 | 多数票           | 多数票    | 69    | 1.46  | ▲0.66  |

| 政党   | 政党              | 候选人    | 票数  | %     | ±      |
| ------ | ----------------- | --------- | ----- | ----- | ------ |
|        | 香港島各界聯合會  | 1. 林懷榮 | 1,968 | 47.95 | 不適用 |
|        | 人民力量/選民力量 | 2. 黃家樂 | 201   | 4.90  | 不適用 |
|        | 民主黨            | 3. 楊浩然 | 1,935 | 47.15 | ▼6.58  |
| 多数票 | 多数票            | 多数票    | 33    | 0.80  | ▼6.61  |

| 政党   | 政党   | 候选人    | 票数  | %     | ±      |
| ------ | ------ | --------- | ----- | ----- | ------ |
|        | 民建聯 | 1. 王宏康 | 1,835 | 45.32 | 不適用 |
|        | 民主黨 | 2. 楊浩然 | 2,135 | 52.73 | ▲7.42  |
|        | 無黨派 | 3. 方少華 | 79    | 1.95  | 不適用 |
| 多数票 | 多数票 | 多数票    | 300   | 7.41  | ▲2.88  |

| 政党   | 政党                  | 候选人    | 票数  | %     | ±      |
| ------ | --------------------- | --------- | ----- | ----- | ------ |
|        | 獨立民主派            | 1. 林其盛 | 841   | 19.67 | 不適用 |
|        | 民建聯                | 2. 黃哲民 | 1,497 | 35.02 | ▼17.15 |
|        | 民主黨/中西區民主力量 | 3. 楊浩然 | 1,937 | 45.31 | 不適用 |
| 多数票 | 多数票                | 多数票    | 440   | 10.29 | 不適用 |

## 第六屆香港區議會（2020年-2023年）
爭取成立「政制及保安事務委員會」
2020年1月2日，在區議會第一次大會上提出成立「政制及保安事務委員會（页面存档备份，存于）」，大部分議員贊成成立該委員會，該委員會針對政制、保安及紀律部隊執法事務，負責處理如 612 金鐘警民衝突等政治事件。
協助立法會議員許智峯入稟高院要求警方披露逃犯條例爭議期間所使用催淚彈的成份
2020年1月18日協助立法會議員許智峯入稟高院，要求警方披露催淚彈成份及可能釋放哪種化學物。

自6月的「反送中」運動起，有鑑於警方在過去半年裡無節制地製造「催淚彈放題」，不斷在鬧市及民居附近施放大量產地不明的催淚彈，市民非常憂慮健康受損。但警方和政府一直拒絕交代催淚彈成分，故他興訟索取資料，以便提出司法覆核和申請禁制令，阻止警方使用過度有害或毒性超標的催淚彈，危害香港市民的生命健康。
協助立法會議員許智峯以私人刑事檢控方式檢控西灣河開槍事件開槍警察
2020年1月23日，為案件的律師代表就2019年11月西灣河開槍事件向該名以實彈射擊示威者警員提出私人檢控，涉及 5 項指控。去年11月11日「三罷」期間，21歲學生周柏均在西灣河被交通警以實彈擊中腹部，一度命危。惟政府及警方事後意圖包庇涉事警員，沒有就開槍警員的濫暴行為展開調查。許智峯的法律團隊律師楊浩然指，市民以私人檢控控告警暴屬史無前例，他們於檢控方面對不少困難，包括資源不足、缺乏蒐證權利，及要面對警方龐大的法律團隊及律政司隨時介入。

法庭最後接納「意圖造成身體嚴重傷害而射擊、企圖射擊」、「在罔顧他人安全的情況下，使用槍械或彈藥」、以及「發射或處理任何槍械，而相當可能傷害或危害任何人」共 3 項指控，最高刑罰可判處終身監禁。
協助立法會議員許智峯以私人刑事檢控方式檢控涉深水埗撞人事件的士司機鄭國泉
2020年2月24日，為案件的律師代表，擬私人檢控司機鄭國泉一項危險駕駛罪。的士司機鄭國泉涉嫌在2019年10月6日下午4時許，在九龍長沙灣道和欽州街交界處附近，鄭國泉突然向左急轉彎並撞向遊行群眾，的士撞倒多人，但司機並未減速，繼續向人群碾壓，直至撞向商鋪鐵閘後才停駛。事件造成3名路人受傷，一名23歲女子雙腳骨折。事後警方在記者會上形容的士撞人事件僅是一宗普通的「交通事故」，不但沒有拘捕涉案司機，更企圖淡化事件本身。「守護香港大聯盟」的親建制組織更向肇事司機「捐款52萬元」，全國政協委員黃英豪與港區全國人大代表吳秋北等人亦有親身探望鄭姓司機。
楊認為雖然律政司有權申請接手案件，且可聲稱在審視證供後認為證據不足而撤銷檢控，但若律政司堅持撤控，他們會申請司法覆核挑戰律政司的決定。

## 資料來源與註釋
1. ↑  . 2019 District Council Election. 2019-11-25  [2019-12-30]. （原始内容存档于2020-01-02）.
2. 1 2 3 4  . 民主黨.   [2019-11-30]. （原始内容存档于2021-01-22） （中文（香港））.
3. ↑  . 太陽報. 2010-10-11  [2020-03-01]. （原始内容存档于2021-02-09） （中文（香港））.
4. ↑  . 立場新聞. 2019年11月24日  [2019年11月24日]. （原始内容存档于2021年2月3日） （中文（香港））.
5. ↑  . 獨立媒體. 2022-02-05  [2022-05-23]. （原始内容存档于2022-09-15）.
6. ↑  . 香港電台. 2020-01-02  [2020-07-08]. （原始内容存档于2020-07-08） （中文（香港））.
7. ↑  . 香港電台. 2020-01-17  [2020-07-08]. （原始内容存档于2020-12-10） （中文（香港））.
8. ↑  . HK01. 2020-01-17  [2020-07-08]. （原始内容存档于2020-08-21） （中文（香港））.
9. ↑  . HK01. 2020-01-23  [2020-07-08]. （原始内容存档于2020-10-30）.
10. ↑  . 獨立媒體. 2020-06-11  [2020-07-08]. （原始内容存档于2020-09-27）.
11. ↑  . Appledaily. 2020-02-25  [2020-07-08]. （原始内容存档于2020-07-11）.

## 外部連結
- 楊浩然的Facebook專頁

| 議會席位      | 議會席位                                                | 議會席位      |
| ------------- | ------------------------------------------------------- | ------------- |
| 前任： 黃哲民 | 中西區區議會 寶翠選區區議員 2004年1月1日—2011年12月31日 | 繼任： 林懷榮 |
| 前任： 葉永成 | 中西區區議會 寶翠選區區議員 2020年1月1日—               | 現任          |
| 前任： 陳學鋒 | 中西區區議會副主席 2020年1月2日—                        | 現任          |